# Karl Maximilian von Bauernfeind

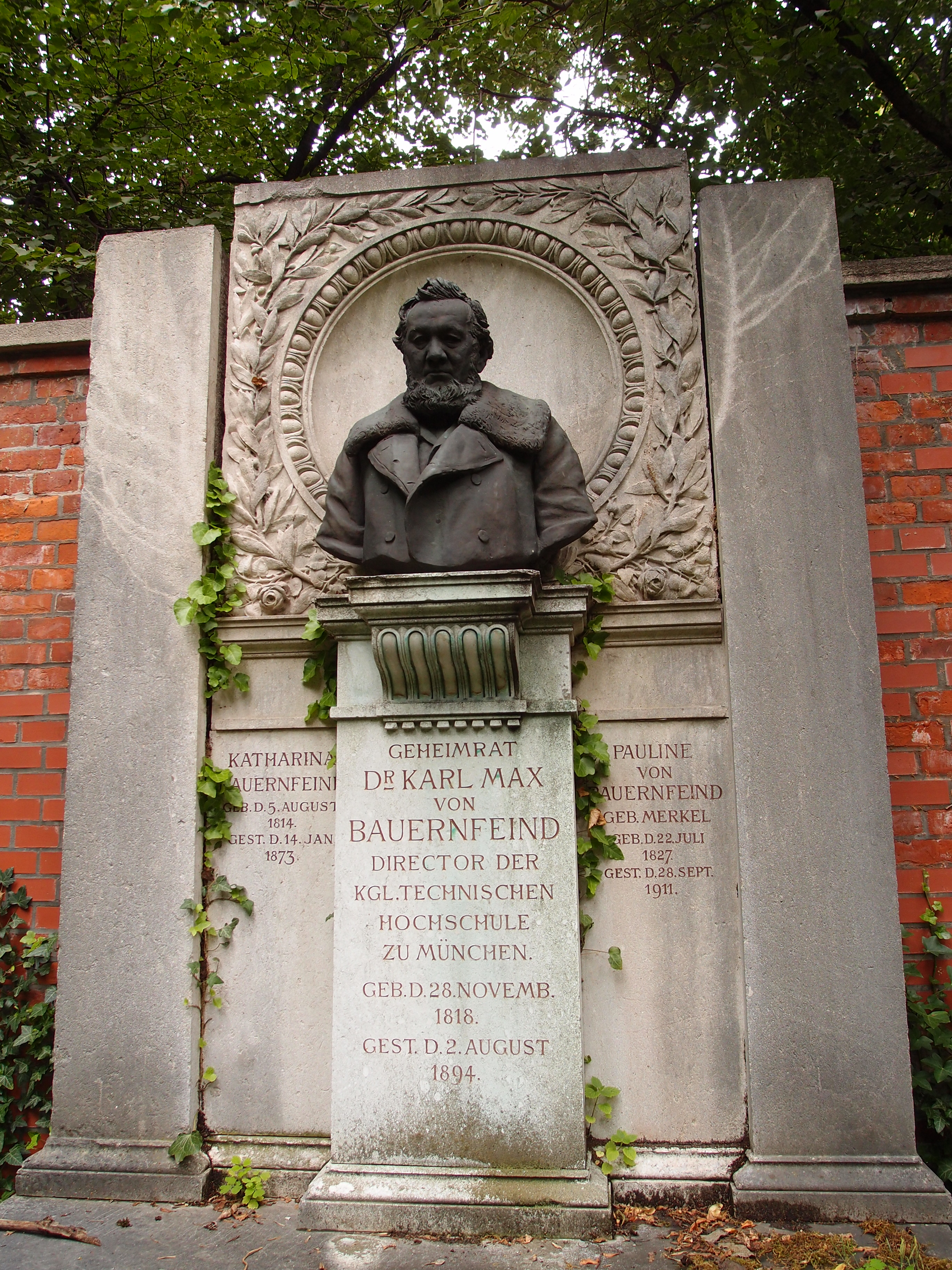
Karl Maximilian von Bauernfeinds grav.

Karl Maximilian von Bauernfeind, född 28 november 1818 i Arzberg, Oberfranken, död 3 augusti 1894 i Feldafing, var en tysk geodet.
Bauernfeind blev 1851 ordinarie professor i geodesi och ingenjörvetenskaper vid polytekniska skolan i München. Han var 1858-68 regerings- och byggnadsråd samt 1868-74 och 1880-89 föreståndare för den efter hans plan organiserade Münchens tekniska universitet. Han var medlem av den av Johann Jacob Baeyer ledda europeiska gradmätningen 1865 och blev 1871 vicepresident i dess ständiga kommitté. Han adlades 1873 och utnämndes 1885 till geheimeråd. Han lämnade sina befattningar 1890. 
Bauernfeinds arbete Beitrag zur Theorie der Brückengewölbe (1846), en analytisk bearbetning av Friedrich August von Paulis teori för brovalvbyggnader av järn, gällde länge såsom norm för beräkningen av dylika. Bauernfeind uppfann 1851 prismakorset, ett nytt mätinstrument, vilket snart vann allmän spridning, och några år senare Bauernfeinds distansmätningsprisma.
Bauernfeinds viktigaste verk, Elemente der Vermessungskunde (två band, 1856-58; sjunde upplagan 1890), fick avgörande betydelse på detta dittills ej systematiskt eller vetenskapligt behandlade område. Hans Beobachtungen und Untersuchungen über die Genauigkeit barometrischer Höhenmessungen (1862) gav klarhet i den omtvistade frågan om värdet av barometerhöjdmätningar, i det han uppvisade, att de på denna väg funna höjderna till följd av Jordens värmestrålning har en daglig period och således efter bestämda regler avviker från de som erhålls genom nivellering. Dessa rön fullföljde han i Die atmosphärische Strahlenbrechung et cetera (1864-67) och Ergebnisse aus Beobachtungen der terrestrischen Refraktion (tre häften, 1880-88).
von Bauernfeind var riddare av Bayerska kronorden, kommendör av Nordstjärneorden och av Sankt Stanislausorden (Ryssland). Han var även ledamot av Vetenskapsakademien Leopoldina.